# Slot Oostende

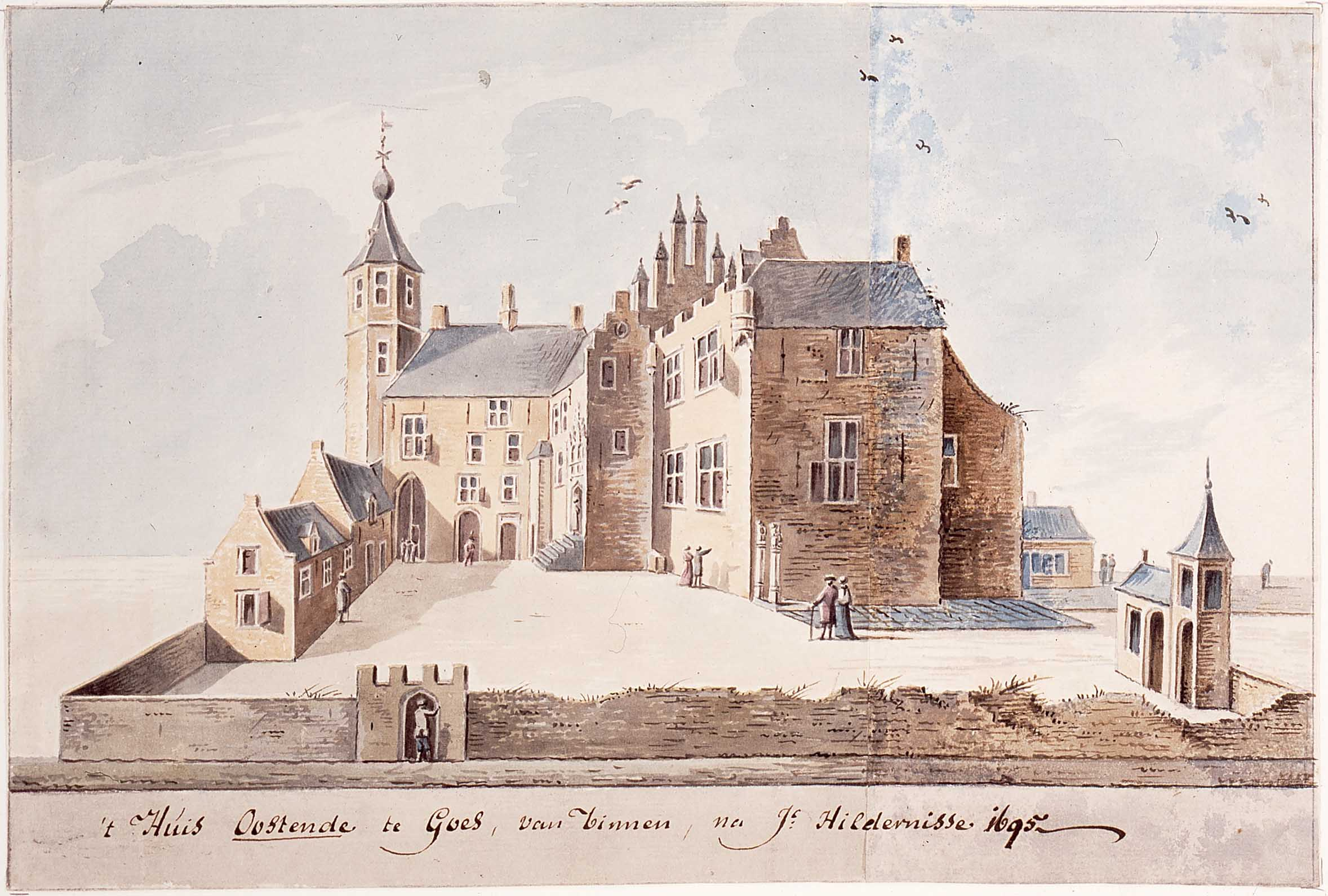
Slot Ostende rond 1695

Slot Oostende of Slot Ostende is een voormalig kasteel in Goes.
Het kasteel was gelegen tussen de Sint Adriaanstraat, Wijngaardstraat, Oostendestraat en Singelstraat in het centrum van Goes. Een oude zaal van het kasteel maakt deel uit van het huidige Singelstraat 5, een rijksmonument. Ook een voormalige toren is opgenomen in de huidige bebouwing. In 2009 is door de gemeente besloten om meer resten van het kasteel bloot te leggen. Inmiddels zijn proefopgravingen gedaan waarbij nog onbekende elementen van het slot zijn blootgelegd, zoals een tot dan toe onbekende ronde toren.
In 2015 werd bekend dat rond de resten van Slot Oostende een restaurant, hotel en bierbrouwerij zal worden gevestigd.
De eerste kasteelbebouwing stamt uit de twaalfde eeuw door de heren Van Schengen. Later is het kasteel overgenomen door de familie Van Borssele. De oorspronkelijke naam was Torenburg, de naam slot Ostende stamt van de zestiende eeuw, toen Jan van Oostende, heer van Oostende, het kasteel in bezit had.

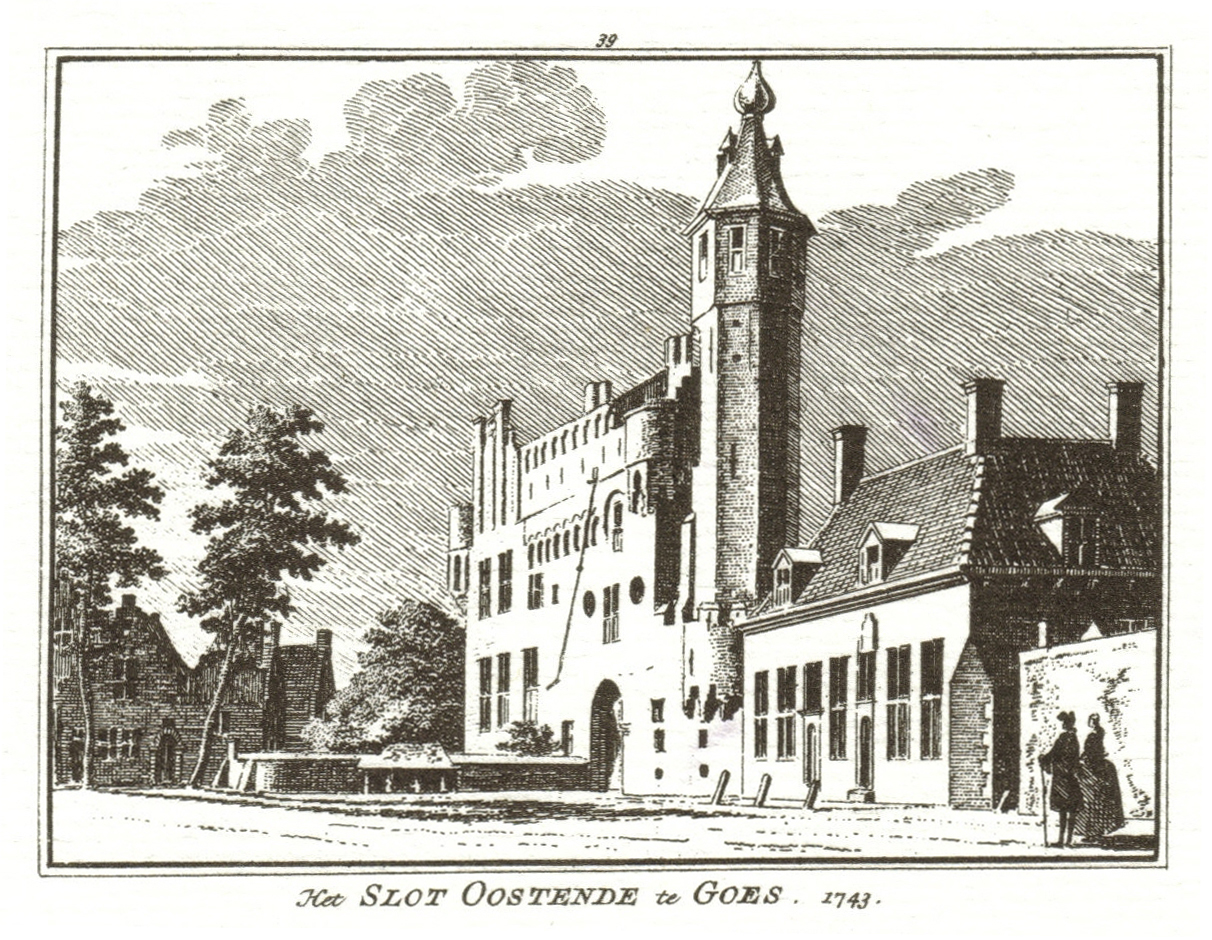
Slot Ostende in 1743
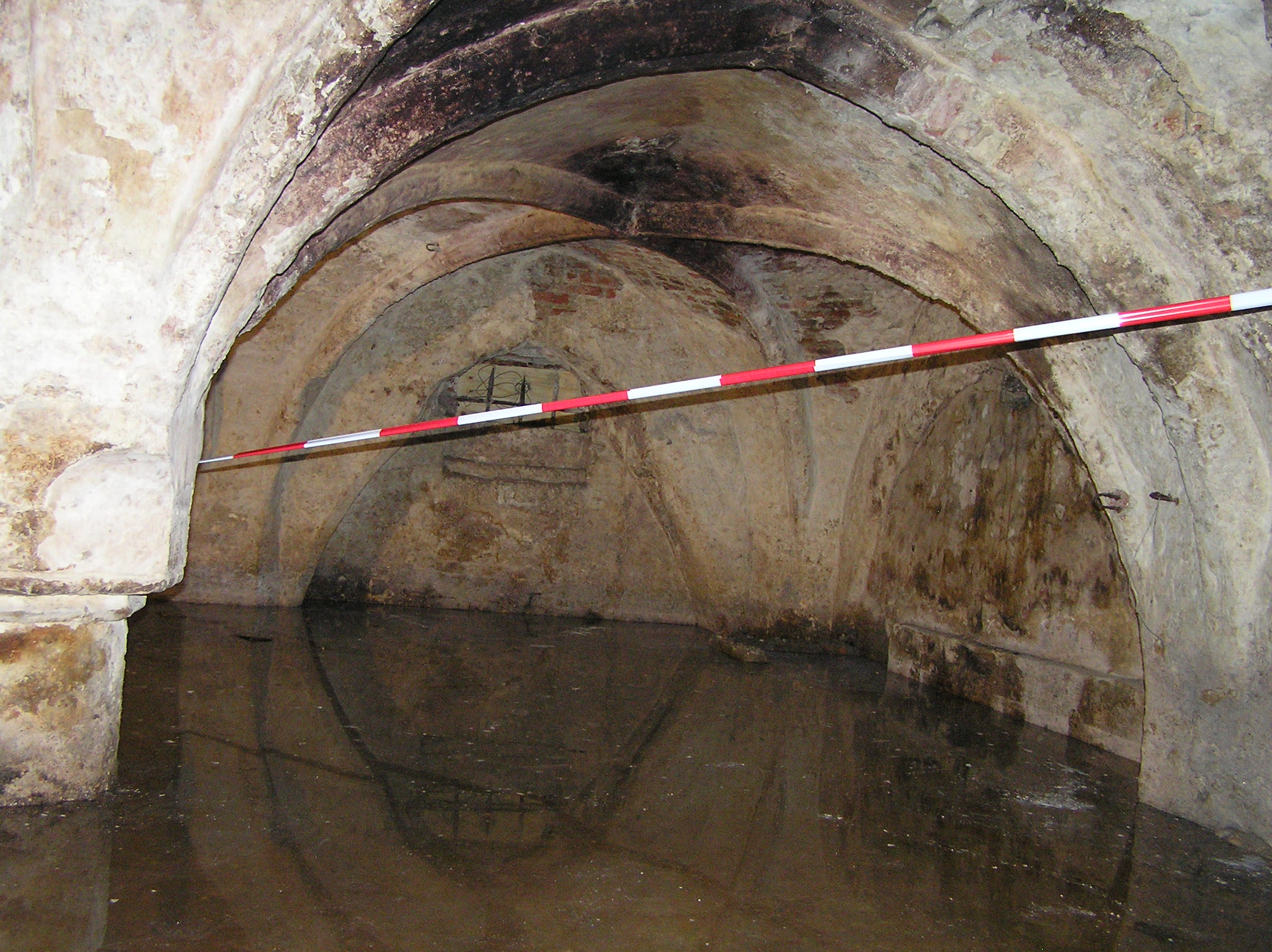
Een gewelf van het slot onder de Singelstraat
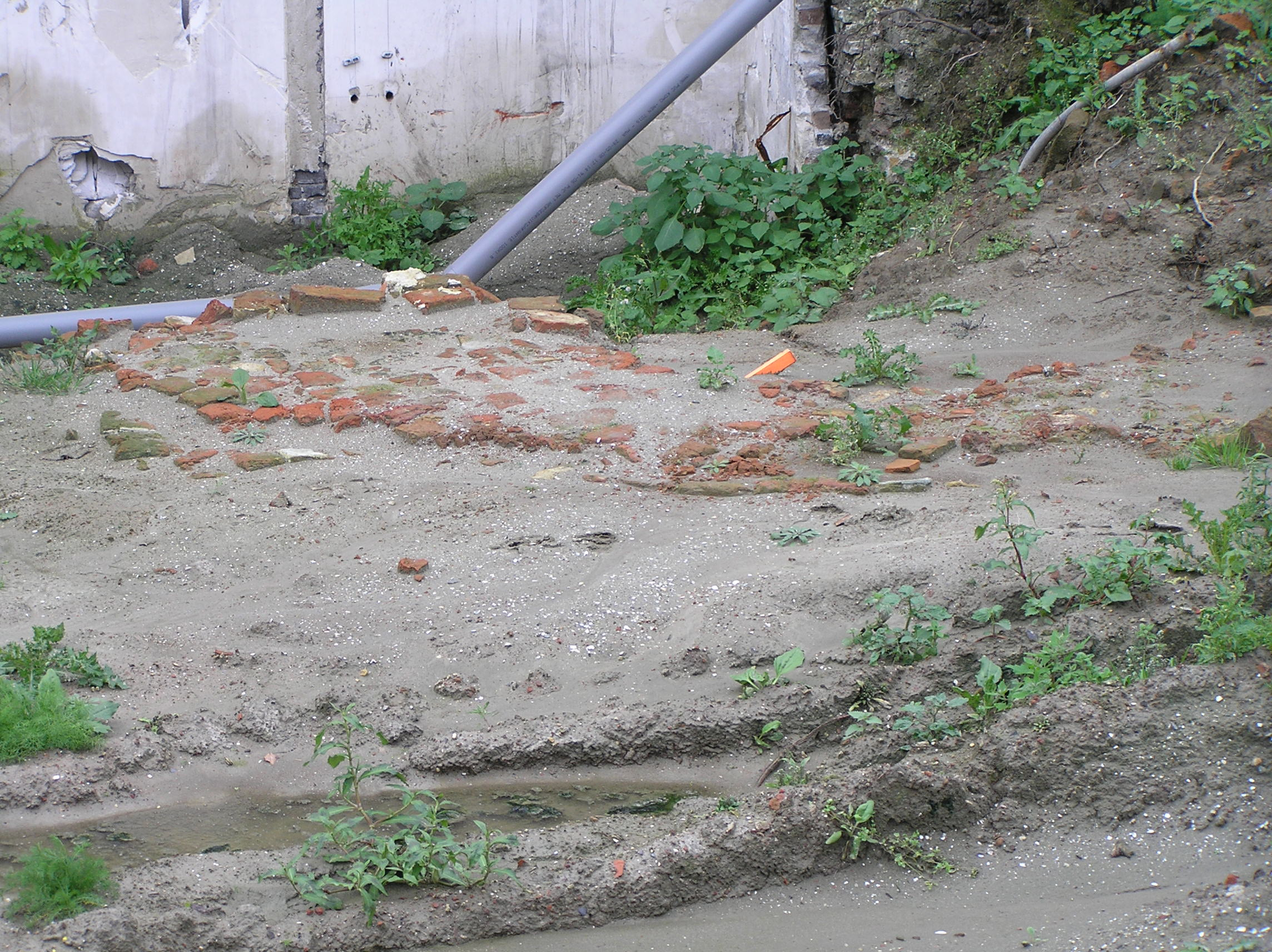
Onlangs blootgelegd fundament van een ronde toren van het slot